# Anforderungsermittlung

Entstehung von Arbeitsanforderungen

Die Anforderungsermittlung dient der Ermittlung der Anforderungen, die eine Arbeitsaufgabe an eine Arbeitsperson stellt.
Arbeitsanforderungen an den Menschen entstehen aus der Arbeitsaufgabe, der Arbeitsumwelt, den Arbeitsmitteln und der Arbeitsorganisation. Den Anforderungen eines Arbeitsplatzes stehen die Fähigkeiten der Arbeitskraft gegenüber. Der Arbeitende wird durch die Anforderungen des Arbeitsplatzes belastet. Die individuelle Wirkung der Belastung auf den einzelnen Menschen wird als Beanspruchung bezeichnet.
Anforderungsermittlungen erfolgen in der Regel
- als Grundlage zur Arbeitsbewertung und Entgeltdifferenzierung,
- zum Arbeits- und Gesundheitsschutz,
- auf der Suche nach Möglichkeiten des effizienteren Arbeitskräfteeinsatz (Arbeitsstrukturierung), aber auch
- zur Personalauswahl, um auf der Basis der situativen Arbeitsbedingungen die relevanten personenbezogenen Anforderungskonstrukte zu finden.

Der Ermittlung von Arbeitsanforderungen voran steht die Anforderungsanalyse. Sie besteht nach REFA in der Festlegung charakteristischer Anforderungsarten, „dem Ermitteln von Daten für die einzelnen Anforderungsarten, um damit die Anforderungen der Arbeit in den betreffenden Arbeitssystemen an den Menschen quantifizieren zu können“. Die Anforderungen sind nur an den Arbeitsplatz oder Arbeitsbereich gebunden und vom Menschen unabhängig.

## Methoden der Anforderungsermittlung
Anforderungsanalysen können nach einer unterschiedlichen Anzahl von Anforderungsarten gegliedert und in begrifflicher und inhaltlicher Hinsicht unterschieden werden. Die Genauigkeit einer Analyse steigert sich nicht mit der Zahl der Anforderungsarten. Eine große Zahl von Anforderungsarten wird unübersichtlich und die Gefahr begrifflicher Überschneidungen wächst. Eine zu geringe Anzahl kann dagegen den Zweck der Analyse gefährden, wenn über die jeweilige Fragestellung nicht hinreichend Rechenschaft abgelegt oder bei Differenzierungsaufgaben keine hinreichende Begründung gegeben wird. Bevor eine Anforderungsanalyse durchgeführt werden kann, bedarf es deshalb einer Definition und Einordnung von Anforderungsarten.
Die Anforderungsarten können nun durch eine Variation einer Fülle von Methoden zur Datenermittlung (Beispiel: Beobachten, Befragen, Moderation, […]) erhoben werden und in zeitlicher wie intensitätsmäßiger Hinsicht ausgewertet werden. Auch dazu kommen im Zweifel alle Methoden einer Datenanalyse (ABC-, Cluster-, Regressions-Analyse, […]) in Betracht.
Im Arbeitsstudium haben sich mit der Zeit eine Anzahl geschlossener Verfahren herausgebildet, deren wichtigsten im Weiteren vorgestellt werden.

### Verfahren des Arbeitsingenieurwesens

#### Genfer Schema
Dem Genfer Schema zur Arbeitsbewertung, das während der Konferenz der „Internationalen Arbeitsorganisation“ im Jahre 1950 in Genf auf Anregung der deutschen Arbeitswissenschaftler Erwin Bramesfeld und Friedrich R. Lorenz entworfen wurde, liegt eine systematische Gliederung der Arbeitsanforderungen zu Grunde.
Hierin werden eingeordnet:
- Geistige Anforderungen (Fachkenntnisse, Nachdenken etc.),
- Körperliche Anforderungen (Geschicklichkeit, Muskelarbeit etc.) sowie
- Arbeitsbedingungen (Lärm, Dämpfe, Kälte, Hitze etc.),
- Verantwortung (beispielsweise für Betriebsmittel, Sicherheit und Gesundheit Anderer).

|                              | Können | Belastung |
| ---------------------------- | ------ | --------- |
| 1. Geistige Anforderungen    | ×      | ×         |
| 2. Körperliche Anforderungen | ×      | ×         |
| 3. Umgebungseinflüsse        | –      | ×         |
| 4. Verantwortung             | –      | ×         |

Aus den Arbeitsanforderungen werden Bewertungskriterien abgeleitet, die der Ermittlung von Qualifikationen, physischen und psychischen Arbeitsbelastungen und der darauf bezogenen „Arbeitswerte“ im Rahmen analytischer oder summarischer Verfahren zur Arbeitsbewertung dienen. Das Genfer Schema bildet die gedankliche Grundlage erweiterter Verfahren bei REFA und in Tarifverträgen.

#### Anforderungsermittlung nach REFA

REFA Programm zur Anforderungsermittlung

„Die Anforderungsermittlung besteht aus der Beschreibung von Arbeitssystemen sowie der Analyse und Quantifizierung ihrer Anforderungen an den Menschen; sie wird im Wesentlichen zur anforderungsabhängigen Entgeltdifferenzierung, zur Personalorganisation und zur Arbeitsgestaltung verwendet“.
REFA erweitert das Genfer Schema und definierte sechs Anforderungsarten:
1. geistige Belastung
2. Geschicklichkeit,
3. Kenntnisse,
4. muskelmäßige Belastung,
5. Verantwortung sowie
6. Umgebungseinflüsse.

#### Tarifliche Verfahren
Die tariflichen Verfahren zur Anforderungsermittlung dienen der „Arbeitsbewertung“ und variieren in jeweils spezifischer Weise das „Genfer Schema“ und die REFA Methode. Exemplarisch wird eines der fortschrittlichsten, das Verfahren im Tarifvertrag über das Entgelt-Rahmenabkommen NRW (ERA), kurz skizziert.
Im ERA (NRW) werden mit einem Punktbewertungsverfahren die Hauptmerkmale
- Handlungs- und Entscheidungsspielraum,
- Können,
- Kooperation und
- Mitarbeiterführung

unterschieden.
Können geht zu 60 % in die Bewertung ein und wird in Arbeits- und Fachkenntnisse (90 %) sowie Berufserfahrungen (10 %) weiter gegliedert.
Der Handlungs- und Entscheidungsspielraum wird mit 20 % bewertet und Kooperation sowie Umgebungseinflüsse mit jeweils 10 %.
Aufgrund der neuen Art der Anforderungsermittlung ist eine so genannte Regelüberleitung aus dem alten Tarif nicht möglich und auch nicht gewollt: Es sollen neue, ERA-spezifische Anforderungsermittlungen durchgeführt werden.

#### Auslastungsanalyse

Ablauf der Auslastungsanalyse

Die Auslastungsanalyse dient dazu, den Grad der zeitlichen Inanspruchnahme und Belastung der Mitarbeiter an verschiedenen Arbeitsplätzen zu vergleichen.
Die Analyse dient vornehmlich als Entscheidungshilfe und soll die Anforderungsstrukturen an den verschiedenen Arbeitsplätzen aufzeigen. Grundsätzlich soll dabei geprüft werden, ob ein Belastungsausgleich an den Arbeitsplätzen möglich ist (Siehe auch: Arbeitsstrukturierung). Weiterhin kann beurteilt werden, ob der volle Personaleinsatz auf den überprüften Arbeitsplätzen notwendig ist.
Die Auslastungsanalyse erfolgt dabei in sieben Schritten (Bild):
1. Anforderungsstruktur,
2. Belastungsstudie,
3. Beschreibung der Arbeitssituation,
4. Gestaltung,
5. Gliederung der Aufnahmezeit mit Datenerhebung,
6. Repräsentanznachweis und
7. Überprüfung.

#### AET
Das Arbeitswissenschaftliche Erhebungsverfahren zur Tätigkeitsanalyse (AET) wurde 1979 von Walter Rohmert und Kurt Landau vorgelegt, um eine ergonomische Analyse von Mensch-Arbeits-Systemen einfacher als bis dahin durchführen zu können. Zur Analyse wird auf Fragebogen und Interview zurückgegriffen, Methoden, welche die Autoren auf den Position Analysis Questionnaire (PAQ) von Ernest J. McCormic zurückführen, der als Fragebogen zur Arbeitsanalyse (FAA) von Ekkehart Frieling und Carl Graf Hoyos ins Deutsche übersetzt wurde.
Mit dem AET wird eine engpassbezogene Belastungsanalyse des arbeitenden Menschen vorgenommen, basierend auf der Theorie des Arbeitssystems und des Belastungs-Beanspruchungs-Konzepts menschlicher Tätigkeiten. Der AET ist damit auf die Arbeitsgestaltung und Anforderungsermittlung nach REFA und die Sicherheitsanalyse abgestimmt. Weiterhin eignet er sich als Verfahren in der Unfallforschung.
Dank der Unterstützung des damaligen Bundesministeriums für Arbeit und Sozialordnung sowie der Mitwirkung der Sozialpartner und des damaligen REFA-Grundsatzausschusses „Arbeitsbewertung“ war der AET bereits bei seiner Veröffentlichung in mehr als 1.000 Arbeitssystemen erprobt. Seine Entwicklung stand vor dem Hintergrund der damaligen Rechtsentwicklung, insbesondere der § 6 ASiG und §§ 90–91 BetrVG.

### Arbeitspsychologische Verfahren

#### Subjektive Tätigkeitsanalyse (STA)

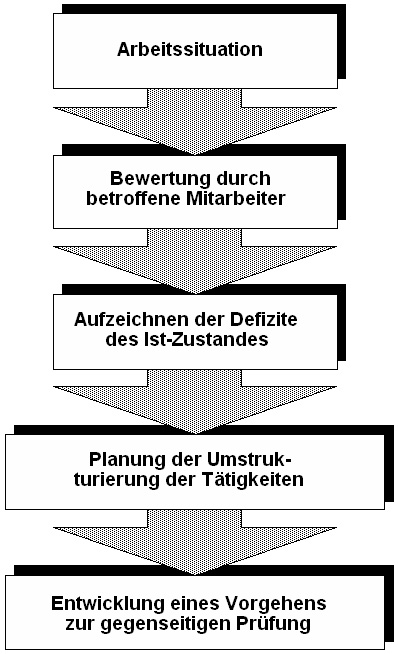
Ablauf der STA

Bei der Subjektiven Tätigkeitsanalyse wird zunächst eine gegebene Arbeitssituation von einer Gruppe Betroffener selbst bewertet. Die Defizite des Ist-Zustandes werden aufgezeichnet und eine Umstrukturierung der Tätigkeiten geplant. Weiterhin wird ein Vorgehen entwickelt, mit dem sich die Mitarbeiter fehlende Kenntnisse gegenseitig vermitteln können. Der Analyseprozess wird in vier Schritte unterteilt:
1. Sekundäre Redefinition: Hier wird der Arbeitsgruppe mit Hilfe von Moderationstechniken ihre Arbeitssituation als problemhaltig und prinzipiell veränderbar begreiflich gemacht. Über die Erarbeitung von Soll-Ist-Differenzen wird eine Motivation gefördert, den Ist-Zustand zu verändern.
2. Differentielle Arbeitsgestaltung: In diesem Arbeitsschritt entwickeln die Mitglieder der Arbeitsgruppe Pläne zur Neugestaltung der einzelnen Tätigkeiten, wobei den individuellen Bedürfnissen der einzelnen Mitglieder weitgehend Rechnung getragen wird.
3. Ermittlung von Qualifikationsdefiziten: In der Regel wird die vorhandene Qualifikation der einzelnen Mitarbeiter den Anforderungen der angestrebten neuen Arbeitsorganisation nicht genügen. Deshalb werden nun die bestehenden Divergenzen dokumentiert und festgehalten.
4. Vermittlung von Qualifikation: Ein so umgestaltetes Arbeitssystem wird normalerweise keine im Gesamtsystem neuen Anforderungen stellen. Aus diesem Grunde kann ein Qualifikationskonzept verfolgt werden, in dem sich die Mitarbeiter gegenseitig, zum Beispiel durch zeitweilige Mitarbeit, unterrichten.

Die STA geht somit über eine reine Arbeitssituationsanalyse hinaus, da sie die Beteiligten auch bereits zur Lösungsentwicklung hinsichtlich einer Arbeitsgestaltung veranlasst. Die STA kann prinzipiell als fertiges Analyseinstrument angesehen werden, doch erweist es sich in der Praxis sinnvoller, sie als einen vorgegebenen Rahmen für die Anwendung von arbeitspsychologischen Verfahren zu betrachten, zumal sie bereits Vorschläge für die Umgestaltung von Arbeitssystemen erbringt. Die STA ist damit gleichzeitig ein Beteiligungsverfahren.
Insgesamt eignet sich die STA für eine Vielzahl von Aufgaben, wie Arbeitsgestaltung, Arbeitsorganisation, Beteiligung, Ideenfindung, Qualifizierung etc.
Vor- und Nachteile der STA:
- Die STA ist flexibel für verschiedene Anwendungen.
- Durch die Beteiligung der betroffenen Mitarbeiter können optimale Ergebnisse, vor allem hinsichtlich ihrer Motivation, erzielt werden.
- Entsprechend aufwändig und zeitintensiv ist diese Methode, wodurch die Kosten für ihre Durchführung zu einem entscheidenden Punkt werden.

#### Arbeitsbeschreibungsbogen (ABB)
Der Arbeitsbeschreibungsbogen (ABB) misst die Zufriedenheit mit einzelnen Aspekten der Arbeitssituation. Dabei wird allerdings nicht direkt nach der Arbeitszufriedenheit gefragt. Vielmehr wird die Beschreibung anhand vorgegebener, auf den jeweiligen Aspekt zugeschnittener Merkmale verlangt, die dann als Zufriedenheitsaussage interpretiert werden kann.

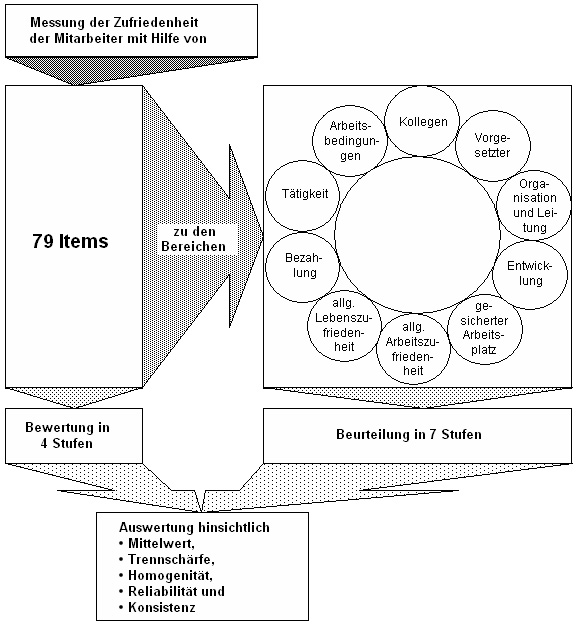
Vorgehen beim ABB-Einsatz

Insgesamt sind 79 Items den sieben Bereichen
- Arbeitsbedingungen,
- Bezahlung,
- Entwicklung
- Kollegen,
- Organisation und Leitung,
- Tätigkeit und
- Vorgesetzter,

zugeordnet.
Die Bewertung der Items erfolgt in vier Stufen. Zusätzlich sind als zusammenfassendes Schluss-Item jeder Skala so genannte Kunin-Gesichter (Smileys) in siebenstufiger Ausführung vorgesehen. Ergänzend hinzugefügt sind die Items:
- Allgemeine Arbeitszufriedenheit,
- Allgemeine Lebenszufriedenheit
- Arbeitszeit,
- Bedeutungsgewichtung und einen
- Gesicherten Arbeitsplatz.

Nachdem durch die vorausgegangenen Skalen die Aufmerksamkeit auf die wichtigsten Einzelaspekte der Arbeitssituation gelenkt wird, soll eine zusammenfassende Bewertung der gesamten Arbeitssituation im Rahmen eines Global-Items erreicht werden.
Vorteil eines solchen unstrukturierten Global-Items ist zum einen die Offenheit der Befragten und zum anderen gibt eine solche Gesamtbewertung den Befragten die Möglichkeit, auch Gesichtspunkte einfließen zu lassen, die im vorangegangenen Fragebogen nicht angesprochen waren, für ihn aber von Bedeutung sind.
Nachteile der unstrukturierten Global-Items sind die inhaltliche Unbestimmtheit und die vermindernde Reliabilität (1-Item-Maß).
Da der ABB auf die Erfassung der (kognitiv-evaluativen) Einstellung zu bestimmten Bereichen der Arbeitssituation gerichtet ist, interessieren in erster Linie die Skalen-Mittelwerte. Es ist natürlich auch möglich, die Antworten auf die einzelnen Items jeder Skala zu analysieren. Gerade für praktische Zwecke könnte dies dazu genutzt werden, gezielt Hinweise für besondere Schwachstellen zu finden.
Für den ABB werden folgende Vor- und Nachteile beschrieben:
- Der ABB ermöglicht quantitative Aussagen über die Zufriedenheit der Arbeitnehmer mit einzelnen Arbeitsaspekten.
- Erfahrungen mit empirischen Studien berechtigen zu dem Schluss, dass die überwiegende Mehrzahl der Befragten zu den berücksichtigten Arbeitsaspekten über eigene Erfahrungen verfügt und diese den Bereichen eindeutig zuordnen kann.
- In der Klassifikation der Items steckt ein hohes Maß an Willkür und Kompromissen seitens der Autoren des ABB.
- Bei der einheitlichen Vorgabe bestimmter Aspekte entsteht das Problem, dass allen Befragten die gleiche Struktur ihres Arbeitserlebens aufgezwungen wird. Es kann durchaus sein, dass bestimmte Gruppen von Arbeitnehmern ihre Situation wesentlich differenzierter wahrnehmen, andere dagegen ungegliederter.
- Auch das, was bei den einzelnen Aspekten dann inhaltlich abgefragt wird (in den jeweils zugeordneten Items), kann von verschiedenen Probandengruppen möglicherweise unterschiedlichen Ergebnisfeldern zugerechnet werden.
- Die Vorgabe spezifischer Arbeitsaspekte bedeutet eine starke Gängelung des Befragten.

Die Erfahrungen in verschiedenen Unternehmen haben deutlich gezeigt, dass der ABB große Unzufriedenheiten auslöst, wenn die Ergebnisse nicht vollständig offengelegt und erkennbare Konsequenzen eingeleitet werden. Sein Einsatz ist also riskant, wenn er nicht von einem wirklichen Veränderungswillen getragen wird. Er stellt damit nicht nur ein Analyseinstrumentarium dar, sondern auch ein starkes Interventionsinstrument bei der Organisationsentwicklung.

#### Tätigkeitsbewertungssystem für geistige Arbeitstätigkeiten (TBS-GA)

Vorgehen beim Einsatz des TBS

Das Tätigkeitsbewertungssystem (TBS) von Hacker und Richter (1980) ist ein arbeitspsychologisches Verfahren zu Anforderungsermittlung, mit dem die Persönlichkeitsförderlichkeit beruflicher Tätigkeiten untersucht und bewertet werden kann. Ursprünglich nur für Bedienungs-, Montage- und Überwachungsarbeiten entworfen, wurde das TBS 1987 auch für primär geistige Tätigkeiten erweitert (TBS-GA – Tätigkeitsbewertungssystem für geistige Arbeit).
Der Einsatz des Verfahrens gilt als verhältnismäßig aufwendig. Zwei unabhängige Bewerter müssen die Tätigkeiten auf 60 Einzelskalen beurteilen. Die Skalen sind zu Gruppen wie Vorhersehbarkeit, körperliche Abwechslung, Kooperation, Kommunikation usw. zusammengefasst. Ein Verfahren wie das TBS wird in der Arbeitspsychologie eingesetzt, um die Tätigkeiten eines Unternehmens zu analysieren und gegebenenfalls im Hinblick auf Gesundheits-, Motivations- und Zufriedenheitsfaktoren zu optimieren.

#### Instrument zur Analyse von Tätigkeitsstrukturen und zur vorausschauenden Arbeitsgestaltung bei Automatisierung (ATAA)
Das Ziel des Instruments zur Analyse von Tätigkeitsstrukturen und zur vorausschauenden Arbeitsgestaltung bei Automatisierung (ATAA) ist, die Entwicklung eines Arbeitssystems mit möglichst hoher Persönlichkeitsförderlichkeit zu unterstützen. Ein zentraler Punkt des Verfahrens ist daher, das Anforderungsniveau auf der Grundlage des Handlungsspielraums, der für eine Stelle spezifisch ist und der hier in Entscheidungs-, Tätigkeits-, Kontroll- und Interaktionsspielraum unterteilt ist, zu ermitteln.

Vorgehen beim ATAA

Um Unter- oder Überforderungen bei einzelnen Aufgaben zu verhindern, müssen bei der Analyse der Arbeit alle Aufgaben einzeln betrachtet werden. Eine Aufgabe wird aus mehreren gleichen oder zumindest ähnlichen Aufträgen gebildet. Zur genauen Identifizierung von Aufträgen werden diese durch ihr Ziel, ihre Handlungsarten und die benötigten Arbeitsgegenstände beziehungsweise Arbeitsmittel charakterisiert.
Das ATAA besteht aus drei Ebenen, für die der Detaillierungsgrad der Untersuchung zunehmend größer wird.
In der ersten Ebene wird das Anforderungsniveau anhand eines einfachen Schemas grob abgeschätzt, damit die Rahmenbedingungen für eine technisch-organisatorische Veränderung zutage treten.
Im weiteren Verlauf des Planungsprozesses wird das erweiterte Schema der zweiten Ebene eingesetzt, um das zukünftige Anforderungsniveau zu konkretisieren. Auf dieser Ebene werden die Teilbereiche des Handlungsspielraums genauer erfasst. Dazu werden 24 Handlungsarten definiert und fünf Handlungsblöcken – Orientieren, Planen, Ausführen, Kontrollieren und Interagieren – zugeordnet. Für jede Handlungsart wird das Vorhandensein, der Umfang und der Schwierigkeitsgrad ermittelt, so dass sich die verschiedenen Ausprägungen der Anforderungen von Handlungsblöcken ergeben.
In der dritten Ebene werden die Handlungsarten schließlich genauer analysiert. Zu diesem Zweck wird jede Handlungsart anhand einer unterschiedlichen Anzahl von Merkmalen erfasst. Nur dann, wenn keines der Merkmale zutrifft, darf eine Handlungsart von der Analyse ausgeschlossen werden. Andererseits gibt es jedoch Handlungsarten, die einen zentralen Aussagegehalt für die Frage der Ganzheitlichkeit des Handelns besitzen und somit wichtige Hinweise auf die Gestaltungsnotwendigkeit der Arbeit geben können. Solche Handlungsarten dürfen deshalb nicht ausgeschlossen werden, auch dann nicht, wenn kein Merkmal auftritt.
Eine Analyse erfolgt durch die genaue Beschreibung der Anforderungen. Dadurch wird eine Bewertung der einzelnen Merkmale einer Handlungsart ermöglicht. Dem ATAA ist ein umfangreicher Katalog von Richtbeispielen beigefügt. Diese Richtbeispiele müssen dann auf die konkret zu untersuchende Aufgabe übertragen werden. Die Ausprägungen der Merkmale ergeben schließlich durch Verbinden pro Handlungsblock ein Anforderungsprofil. Die Anforderungsprofile können zum Vergleich von Alternativen dienen, zum Vergleich mit einem Pflichtenheft oder zur Ermittlung der fehlenden Qualifikation. Außerdem können die Anforderungsprofile nach den Kriterien des Handlungsspielraums einer Tätigkeit bewertet werden.
Das ATAA ist ein Instrument zur Gestaltung von Arbeitsplätzen in Betrieben des Maschinenbaus und vergleichbaren Industrien. Es ist entwickelt worden für Arbeitsplätze im Bereich der Fertigung und für Arbeitsplätze in den der Fertigung vor- und nachgelagerten Bereichen. Das Verfahren soll bei der Gestaltung von Arbeitssituationen als Leitfaden oder Checkliste zum Einsatz kommen. Dabei ist es nicht nur für die Anwendung durch Techniker, Ingenieure, Planer und Manager geeignet, sondern vor allem auf eine Anwendung durch Meister und Betriebsräte zugeschnitten. Insofern ist die Beschreibung des Verfahrens in weitgehend einfacher Sprache gehalten und inhaltlich leicht zu lesen. Dies wird damit begründet, dass bei der Gestaltung von Anforderungen und Arbeitsinhalten auf das Erfahrungswissen der Betroffenen nicht verzichtet werden kann.
Das Instrument ATAA kann in zwei Anwendungszusammenhängen eingesetzt werden:
- Zur korrigierenden Arbeitsgestaltung dann, wenn eine Neugestaltung von Arbeitssituationen dringlich erscheint (Unterforderung der Beschäftigten, Fehlzeiten, Fluktuation, Fehlerhäufung, Unzufriedenheit etc.). In diesem Zusammenhang erfolgt eine Ist-Analyse.
- Zur vorausschauenden Arbeitsgestaltung dann, wenn im Rahmen einer Investitionsentscheidung technische oder organisatorische Veränderungen im Betrieb geplant sind. In diesem Zusammenhang erfolgt eine Soll-Analyse.

Vor- und Nachteile des ATAA:
- Für die Beurteilung zukünftiger Arbeitsplätze ist Voraussetzung, dass die technische Konzeption der neuen Arbeitsplätze bekannt ist und diese sich deutlich von der vorhandenen unterscheidet. Für geringe Veränderungen ist das Verfahren nicht genügend trennscharf.
- Die Bewertungen erfolgen rein subjektiv.
- Auch Praktiker können die Analysen nach einer gewissen Einarbeitung in ein bis zwei Stunden pro Arbeitsplatz durchführen.
- Die Untersuchungsergebnisse sind empirisch nicht gesichert.
- Das Verfahren kann daher von den Betrieben auch ohne Unterstützung einer arbeitswirtschaftlichen Abteilung oder eines Beraters eingesetzt werden.
- Bei dem Versuch, das Verfahren möglichst einfach handhabbar zu machen, ist der theoretische Bezugsrahmen nahezu vollständig verloren gegangen. Dies geht so weit, dass selbst die verwendeten Begriffe den Definitionen der Handlungsregulationstheorien nicht mehr genügen.

#### Verfahren zur Ermittlung von Regulationserfordernissen in der Arbeitstätigkeit (VERA)

Definitionen der Ebenen im VERA

Das theoretische Grundgerüst zum VERA ist das 5-Ebenen-Modell der Handlungsregulation von Oesterreich. Diese fünf Ebenen sind im Bild Definitionen der Ebenen im VERA erläutert.
Hinweis: VERA und das zugehörige RHIA wurden zwar getrennt entwickelt, werden aber sinnvollerweise immer gemeinsam zur Anwendung gebracht. Dies geht auch aus der letzten, gemeinsamen Veröffentlichung der Verfahren hervor.

#### Verfahren zur Ermittlung von Regulationshindernissen in der Arbeitstätigkeit (RHIA)

Das RHIA besteht aus der Analyse von Regulationsbehinderungen. Unter dem Begriff der „Regulationsbehinderung“ werden solche Belastungen verstanden, welche die Arbeit unnötig behindern oder die Gesundheit des Arbeitenden gefährden.
Hinweis: RHIA und das zugehörige VERA wurden zwar getrennt entwickelt, werden aber sinnvollerweise immer gemeinsam zur Anwendung gebracht. Dies geht auch aus der letzten, gemeinsamen Veröffentlichung der Verfahren hervor.